# Vergangenheitsbewältigung

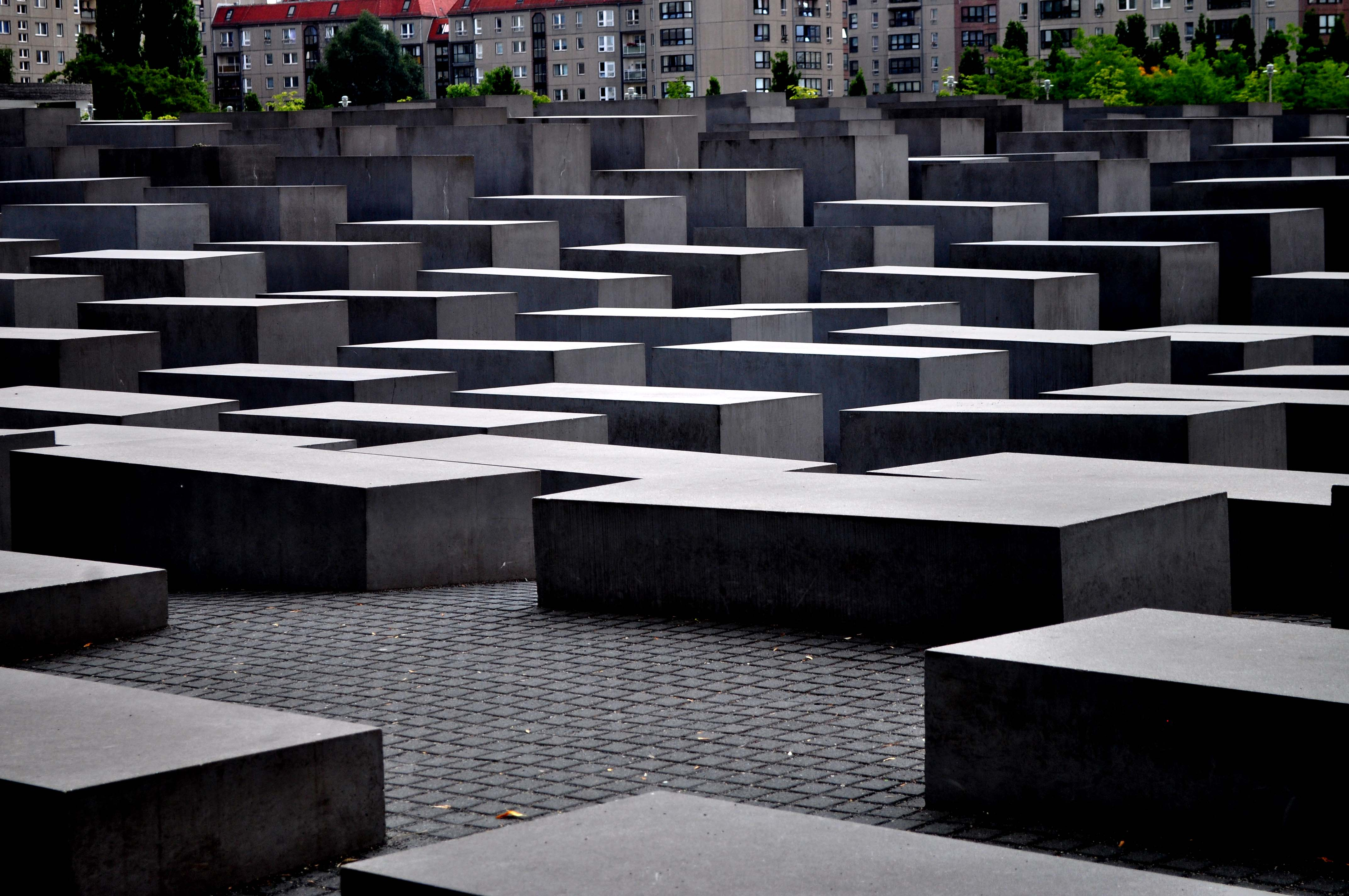
Monumento a los judíos de Europa asesinados, también conocido como Holocaust-Mahnmal o Monumento del holocausto, localizado en Berlín, Alemania.

Vergangenheitsbewältigung es una palabra compuesta en alemán que describe los procesos de revisión del pasado y que puede traducirse como "hacer frente al pasado", "hacer las paces con el pasado" o "lucha por llegar a un acuerdo con el pasado". Hay otro término alemán, Geschichtsaufarbeitung, que significa literalmente "el procesamiento de la historia" y describe el mismo proceso pero es de uso menos común.

## Desarrollo histórico
Vergangenheitsbewältigung describe el intento de analizar, asimilar y aprender a vivir con el pasado, en particular, en Alemania con la época del Holocausto y las atrocidades cometidas durante el Tercer Reich mientras Adolf Hitler estaba en el poder, y en particular refleja la preocupación sobre la colaboración de muchas instituciones culturales, religiosas y políticas alemanas con el nazismo. El término, por lo tanto, trata sobre la responsabilidad concreta del Estado alemán (la República Federal de Alemania como sucesora del Tercer Reich) y de los alemanes individual y colectivamente por todo lo sucedido bajo el régimen de Hitler y sobre las causas por las que una sociedad comprometida con los valores de la Ilustración se derrumbó bajo el empuje de la ideología nazi.
Más recientemente el término también se ha utilizado en la antigua República Democrática Alemana para referirse al proceso de revisión de las brutalidades bajo el régimen soviético.

### Después de la desnazificación
Se suele ver la Vergangenheitsbewältigung como el lógico siguiente paso después del proceso de desnazificación impulsada en un primer momento bajo la ocupación aliada y luego por la Unión Demócrata Cristiana bajo el liderazgo de Konrad Adenauer. Data de finales de los 1950 y comienzos de 1960, aproximadamente la época en que el trabajo de reconstrucción de la postguerra pasó a ser menos absorbente y urgente. Después de haber reemplazado las instituciones y las estructuras de poder del nacionalsocialismo, el objetivo es hacer frente a la culpa sobre la historia reciente. La Vergangenheitsbewältigung pretende aprender del pasado para evitar su repetición e incluye admitir honestamente que tal pasado, efectivamente, existe, y que no debe ser ocultado.

### El papel de las iglesias y las escuelas
Las iglesias alemanas, de las cuales solo una minoría desempeñó un papel importante en la resistencia al nazismo, han sido pioneras en este proceso y específicamente en el desarrollo de una teología del arrepentimiento, sobre todo en la Iglesia Luterana y la Iglesia católica alemanas.
El principal ámbito institucional donde se impulsa la Vergangenheitsbewältigung es la escuela; la mayoría de los Estados alemanes introducen en sus planes de estudios dirigidos a todos los niños diferentes aspectos del nacionalsocialismo en Alemania, en clases de historia, política y religión. También se realizan excursiones de la escuela a los campos de concentración y judíos sobrevivientes del Holocausto a menudo son invitados a las escuelas como oradores.

### En la filosofía y la cultura
Los escritos de Theodor Adorno incluyen una reflexión sobre la materia y, en particular, una crítica implícita y explícita de la obra de Martin Heidegger cuyos vínculos con el partido nazi son bien conocidos. En el ámbito cultural el término Vergangenheitsbewältigung con frecuencia se presenta como el nombre de un movimiento en la literatura alemana que se caracteriza por autores como Günter Grass y Siegfried Lenz.
La construcción de monumentos a las víctimas del Holocausto ha sido abundante, entre ellos los situados en los propios campos de concentración Dachau, Buchenwald, Bergen-Belsen y Flossenbürg que están abiertos a los visitantes como museos. En la mayoría de las ciudades hay placas conmemorativas que señalan los puntos donde tuvieron lugar determinadas atrocidades.
Cuando en 1999 la sede del gobierno se trasladó de Bonn a Berlín se proyectó un extenso Memorial a los Judíos asesinados en Europa o Memorial del Holocausto diseñado por el arquitecto Peter Eisenman como parte de los nuevos edificios oficiales en el distrito de Berlin-Mitte, el cual fue inaugurado el 10 de mayo de 2005. El nombre informal de este monumento, el "Holocausto Mahnmal" es significativo; puede traducirse como "Cenotafio del Holocausto" pero el sustantivo Mahnmal tiene el sentido de "amonestación", "instando a", "advertencia", no solo "recuerdo".

## Procesos análogos en otras partes del mundo
En algunos de sus aspectos, la Vergangenheitsbewältigung se puede comparar con los intentos de otros países democráticos para aumentar la conciencia sobre determinadas épocas históricas como en Sudáfrica con el proceso de la verdad y la reconciliación, o en Checoslovaquia o Polonia. Las comparaciones también se han hecho con la Unión Soviética y el proceso de glasnost , aunque allí no se centró principalmente en el pasado sino en el logro de un nivel de crítica abierta necesaria para la reforma progresiva del régimen. Los esfuerzos en curso en el este de Europa y en los estados independizados de la antigua Unión Soviética para revisar el pasado comunista es a veces considerado como una Vergangenheitsbewältigung.